# 王元 (数学家)
王元（1930年4月15日—2021年5月14日），男，原籍江苏丹徒，生于浙江兰溪，中国数学家，中国科学院院士。

## 生平
王元原籍江苏镇江丹徒，1930年4月15日生于浙江兰溪。1952年毕业于浙江大学数学系，师从苏步青教授。因成绩优异，被推荐到中国科学院数学研究所，一年后又被分配到该所数论组师从华罗庚。1980年，当选为中国科学院院士。1986年6月，中国科学技术协会第三次全国代表大会在北京召开，选举产生第三届全国委员会。6月28日，第三届全国委员会第一次会议召开，推举其担任常务委员。

## 学术贡献
1950年代至1960年代初，他首先将解析数论中的筛法用于哥德巴赫猜想的研究，并证明了命题“3＋4”，1957年又证明了“2＋3”。他与华罗庚开拓了高维数值积分的新研究方向，创造了“华—王方法”。

## 荣誉
- 国家自然科学奖一等奖（1982年）
- 陈嘉庚科学奖物质科学奖（1990年）
- 何梁何利基金科学与技术进步奖数学力学奖（1994年）
- 华罗庚数学奖（2000年）